# Rosa abietina
Églantier des sapins
Espèce
Rosa abietina, l’Églantier des sapins ou Rosier des sapins, est une espèce de plantes à fleur de la famille des Rosaceae.

## Répartition
Cette plante est native d'Allemagne, d'Autriche, de France, d'Italie, de Suisse et du Nord-Ouest des Balkans.

## Dénominations
Ce taxon porte en français les noms vernaculaires ou normalisés suivants : Églantier, Églantier des sapins, Rosier des sapins,, Rosier sauvage.

## Divers
La municipalité de Lyon en a planté dans les espaces végétalisés de la place Bellecour.[réf. nécessaire]

## Systématique
Le nom correct complet (avec auteur) de ce taxon est Rosa abietina Gren. ex Christ.
Rosa abietina a pour synonymes :

- Rosa abietina f. bavarica Schwertschl.
- Rosa abietina f. bruggeri Godet
- Rosa abietina f. bruggeri Godet ex Christ
- Rosa abietina f. eglandulosa Christ
- Rosa abietina f. gaschurnensis R.Keller
- Rosa abietina f. glaronensis Christ
- Rosa abietina f. guentheri Wiesb.
- Rosa abietina f. heerii Christ
- Rosa abietina f. hystrix R.Keller
- Rosa abietina f. inermis R.Keller
- Rosa abietina f. interposita J.B.Keller & Wiesb.
- Rosa abietina f. monnieri Christ
- Rosa abietina f. nuda R.Keller
- Rosa abietina f. orophila Christ
- Rosa abietina f. pycnocephala Christ
- Rosa abietina f. pyrenocephala Christ
- Rosa abietina f. thomasii Puget
- Rosa abietina f. thomasii Puget ex Christ
- Rosa abietina f. typica Christ
- Rosa abietina f. uniserrata R.Keller
- Rosa abietina var. addensis Cornaz
- Rosa abietina var. addensis Cornaz ex Crép.
- Rosa abietina var. adenophora R.Keller
- Rosa abietina var. amphisericea R.Keller
- Rosa abietina var. bernoullii R.Keller
- Rosa abietina var. brueggeri R.Keller
- Rosa abietina var. dematranea (Lagger & Puget ex Cottet) R.Keller
- Rosa abietina var. grignensis P.Rossi & R.Keller
- Rosa abietina var. insubrica R.Keller
- Rosa abietina var. minuta R.Keller
- Rosa abietina var. robertkelleriana Dingler
- Rosa abietina var. robertkelleriana Dingler ex R.Keller
- Rosa abietina var. sancti-martinii R.Keller
- Rosa abietina var. stmartinii R.Keller
- Rosa abietina var. subbaddensis Dingler
- Rosa abietina var. taminae R.Keller
- Rosa abietina var. thomasii (Puget ex Cottet) R.Keller
- Rosa abietina var. typica (Christ) R.Keller
- Rosa abietina var. vignensis R.Keller
- Rosa abietina Gren. ex Christ
- Rosa canina var. abietina (Gren. ex Christ) Boulenger
- Rosa communis subsp. abietina (Gren. ex Christ) Rouy & E.G.Camus
- Rosa dematranea Lagger & Puget
- Rosa dematranea Lagger & Puget ex Cottet
- Rosa dumalis var. favratii (Christ) Boulenger
- Rosa favratii (Christ) Gremli
- Rosa favratii Christ
- Rosa gisleri Puget ex Déségl., 1876
- Rosa glauca subsp. abietina (Gren.) E.P.Perrier
- Rosa guentheri Wiesb.
- Rosa obtusifolia subsp. abietina (Gren. ex Christ) F.Herm.
- Rosa obtusifolia subsp. abietina (Gren. ex Christ) R.Keller & Gams
- Rosa pycnocephala Christ
- Rosa thomasiae Puget
- Rosa thomasiae Puget ex Cottet
- Rosa thomasii Puget
- Rosa thomasii Puget ex Cottet
- Rosa tomentella f. thomasii (Puget) Rhiner
- Rosa tomentella var. abietina (Gren. ex Christ) H.Waldner